# Mimir la panthère
Mimir la Panthère est une panthère qui eut un rôle dans sept films d'Alfred Machin entre 1912 et 1913.
L'histoire de cette panthère remonterait à l'épopée africaine du cinéaste en 1907, à Madagascar. Alors qu'Alfred Machin tourne ses premiers films en brousse pour le compte de la multinationale cinématographique Charles Pathé, plusieurs léopards se ruent agressivement sur la caméra de l'équipe, son assistant les abat immédiatement à coups de fusil. Machin ramène un bébé léopard orphelin qu'il apprivoisera et qui sera la vedette de ses films comiques. L'animal l'accompagne donc pendant son séjour au château du Karreveld en Belgique jusqu'en 1914. La panthère tourna également dans Sous la griffe de Jean Durand.

## Filmographie
- Saïda a enlevé Manneken-Pis
- L'Agent Rigolo et son chien policier, Fernand Crommelynck jouant le rôle de l'agent Rigolo;
- La Fleur sanglante
- La Grotte des supplices
- Babylas va se marier avec Louis-Jacques Boucot
- Babylas vient d'hériter d'une panthère
- Sous la griffe de Jean Durand
- Le Diamant noir d'Alfred Machin